# Remedura
Remedura (z lat. remederi – „zhojit“) je oprava, náprava nějaké záležitosti. V procesním právu je to zejména vyhovění opravnému prostředku, přičemž pokud nápravu zjedná přímo subjekt či orgán, který chybu způsobil, jedná se o autoremeduru. 
Obecně opravný prostředek zajišťuje právo remedury příslušející tomu, kdo hledá nápravu právních poměrů, jež se ho přímo dotýkají. Kultivovaný právní řád se snaží obecnou remeduru co nejlépe zpřístupnit.
Termín se používá nejen ve správních a soudních řízení, ale i ve vztahu k politické odpovědnosti, kdy lze hovořit například o remeduře státního rozpočtu, remeduře správního systému atd. Stejně tak jej lze použít i mimo právní oblast, například Karel Čapek ke krizi českého divadla psal, že „nebylo by té krize, kdyby toto národně uvědomělé publikum, protestující spontánně proti německým filmům, hledalo stejně spontánně remeduru v českém divadle“.